# Coturnicops
Genre
Le genre Coturnicops regroupe trois oiseaux appartenant à la famille des Rallidae.

## Liste des espèces
D'après la classification de référence (version 2.2, 2009) du Congrès ornithologique international (ordre phylogénique) :
- Coturnicops exquisitus – Râle de Swinhoe
- Coturnicops noveboracensis – Râle jaune
- Coturnicops notatus – Râle étoilé